# 소프트웨어 자유 단체

로고

소프트웨어 자유 단체(Software Freedom Conservancy)는 2006년에 설립된 자유 소프트웨어 프로젝트를 위한 인프라스트럭쳐를 제공하는 단체이다.

## 산하 프로젝트
- QEMU
- 머큐리얼
- 깃 (소프트웨어)
- PyPy
- 삼바 (소프트웨어)
- 잉크스케이프
- 와인 (소프트웨어)

## 같이 보기
- 자유 소프트웨어 재단
- 오픈 소스 이니셔티브
- 공익을 위한 소프트웨어 재단